# 告別阿舒坎

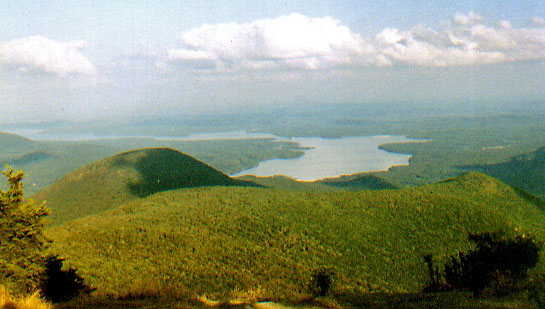
阿舒坎水庫遠眺

《告別阿舒坎》（Ashokan Farewell）是當代美國民間音樂家傑·昂伽於1982年創作的樂曲。這首曲子一直是昂伽和他的妻子每年一度在紐約州立大學紐帕爾茲分校舉辦的“阿舒坎營地舞會”（如今被命名爲：“阿舒坎中心”）或作爲舞會中的最後一曲華爾茲演奏這支曲子。這首曲子曾經被用作1990年美國公共廣播電視公司(PBS)的電視系列紀錄片《南北戰爭》的主題曲。阿舒坎曾經是卡斯基爾鎮地區一個舊村莊的名字，現在已被阿舒坎水庫覆蓋。
這是一首D大調慢節奏的華爾茲舞曲，具有濃鬱的蘇格蘭挽歌（例如尼爾·高的「Lament for His Second Wife」）的風格。昂伽描述這首曲子的創作靈感是在1982年的阿舒坎年度音樂營地舞會結束後，在“一種失落和渴望的感覺中”所產生出來的。這首曲子的演奏方式通常是以小提琴獨奏開始，然後以吉他和低音提琴伴奏。
在被用作電視劇《南北戰爭》主題曲之前，《告別阿舒坎》曾被錄製在“Fiddle Fever 樂團”的第二張專輯《風中華爾茲》「Waltz of the Wind」中。樂手包括昂伽夫婦。

## 外部鏈接
- BBC ALBA
- 2012年7月8日紐約耶德遜紀念教堂音樂會